# 木村四郎七
木村 四郎七（きむら しろうしち、1902年10月24日 - 1996年8月28日）は、日本の外交官。位階は正三位。

## 生涯
奈良県下市町長木村熊治郎の5男として誕生。1927年東京帝国大学法学部政治学科卒業。1930年高等試験外交科合格、外務省入省。1941年5月から6月まで在香港領事館領事。1948年2月、連絡調整中央事務局第一部長に就任。1949年1月、連絡調整中央事務局次長に就任。1949年6月、外務省連絡局長、中央連絡協議会副会長に就任。
1951年11月、国交未樹立の台湾（中華民国）にて在台北日本政府在外事務所が開設され、同所長として派遣された。1952年、台湾政府との和平交渉に参加:274。同年から1953年まで、在中華民国（台湾）大使館参事官を務めた:276。1954年から55年まで在スリランカ日本公使。1956年8月、外務省官房長に就任。1957年、大臣官房外務審議官。
同年日本とチェコスロバキアの政府間外交再樹立に伴い、1961年まで在チェコスロバキア大使。1961年、世界気象協会で日本政府代表。1963年から1966年まで在中華民国（台湾）大使。1966年から1968年まで在韓国大使。1968年から日本放送協会経営委員会委員。1974年5月から1978年2月まで台湾との領事窓口である交流協会で理事長。1972年勲一等瑞宝章受章。1996年正三位。